# Ewart Jones
Sir Ewart Jones (16 marzo 1911 – 7 maggio 2002) è stato un chimico organico gallese ed amministratore accademico, i cui campi di esperienza lo portarono a scoperte nella chimica dei prodotti naturali, principalmente steroidi, terpeni e vitamine.

## Biografia
Jones nacque a Wrexham nel 1911, frequentò la “Grove Park School” e poi l'università del North Wales (University College of North Wales) a Bangor, dove ottenne la laurea in chimica nel 1932.
| Controllo di autorità | VIAF (EN) 278101842 · LCCN (EN) n87809408 |